# 김동찬
김동찬(한국 한자: 金東燦, 1986년 4월 19일 ~ )은 대한민국의 전 축구 선수이다. 현역 시절 포지션은 공격수였다.

## 개요
경기도 수원시 출생으로 서귀포고등학교, 호남대학교를 졸업하였다. 단신이지만 빠른 스피드와 폭발적인 슈팅력, 파워풀한 포스트 플레이로 인하여 작은 탱크라는 별명이 붙었으며, 특히 주로 조커로서 교체출전해 활약하며 슈퍼서브라는 별명도 붙었다.

### 클럽 경력
2006년 경남 FC에서 데뷔하여, 2008년 고양 국민은행과 준결승전에서 4골을 기록하는 등 FA컵 준우승에 공헌하였고, FA컵 득점왕에 올랐다. 2008년 10월, 김동찬은 경남 FC와 3년 재계약에 합의하였다.
2009 K리그에서는 27경기에 나서 12골 8도움을 기록하며 경남 FC의 핵심 선수로 활약하였다. 성남과의 29라운드 홈 경기에서 기록한 골은 2009 K리그 베스트 골로 선정되기도 하였다. 2010 시즌에는 21경기에 출전하였으나 2골에 그쳤다.
2010년 12월 28일 전북 현대 모터스로 이적하였다. 계약 기간은 3년이다. 2011년 8월 7일 강원전에서 김동찬은 전반 39초만에 첫 골을 터뜨렸고, 시즌 두 번째로 빠른 골로 기록되었다. 이어서 전반 7분에 두 번째 골을, 18분에 세 번째 골을 기록하며 해트트릭을 달성하였다. 이는 K리그 역사상 최단 시간에 터진 해트트릭이었다. 이 경기는 3-0으로 전북이 승리하였다.
2016년 전북과의 계약 기간이 만료되어 수원 삼성 블루윙즈로 이적하려 했으나, FA 보상금 문제로 결렬되었으며, 대전 시티즌으로 이적하였다. 4월 17일 부천 FC 1995와의 원정경기서 선제골을 기록하며 대전의 2016시즌 리그 첫골을 기록하였으며, 4월 24일 부산 아이파크와의 홈경기서 선제골을 기록하며 대전의 시즌 첫승에 기여함과 동시에 이날 경기 MVP와 K리그 챌린지 6라운드 베스트일레븐에 선정되었다. 5월 25일 서울 이랜드와의 홈경기서 골로 7경기 연속골을 기록하며 대전 구단 역사상 최다연속골을 기록하였다. 8월 28일 안산 무궁화 FC전에서 1골 2 어시스트를 기록하며 개인통산 30-30 기록을 달성하였다. 2016년 리그에서 총 20골을 기록하며 2013 시즌 이근호 이후 처음으로 K리그 챌린지 최다 득점을 기록한 한국인 선수가 되었다. 또한 시즌 종료 후 열린 K리그 시상식에서 K리그 챌린지 배스트 일레븐 및 MVP에 선정되었다.
2017시즌을 앞두고 대전과의 계약이 만료되면서 타이 프리미어리그의 BEC 테로 사사나 FC로 이적하였다.
2017년 BEC 테로 사사나 FC에서 16경기 1골을 기록한 김동찬은 동년 6월 성남 FC로 이적했다. 2017년 7월 23일 수원 FC와의 깃발 더비에서 K리그 복귀골을 성공시킴과 동시에 대략 6년만에 해트트릭을 성공시키며 팀의 3:0 승리를 이끌었다.
2018시즌을 앞두고 성남의 라이벌인 수원 FC로 이적했다. 2018년 3월 4일 열린 서울 이랜드 FC와의 리그 개막전에서 수원 FC 입단 이후 첫 골을 기록했다.
2020시즌을 앞두고 K3리그의 김포시민축구단으로 이적했다.
2020시즌 종료 이후 은퇴를 선언했다.

## 국가 대표 생활
2009년 허정무 감독의 부름을 받아 국가대표로 발탁되기도 하였으나, 발목 부상으로 중도 하차하였다.

## 등번호

### K리그
- 11 (2006년 ~ 2007년,  경남 FC)
- 23 (2008년 ~ 2010년,  경남 FC)
- 15 (2011년 ~ 2012년,  전북 현대 모터스)
- 15 (2013년,  상주 상무)
- 10 (2014년,  상주 상무)
- 35 (2014년,  전북 현대 모터스)
- 23 (2015년,  전북 현대 모터스)
- 10 (2016년,  대전 시티즌)
- 77 (2017년 ~ 현재,  성남 FC)

### 타이 프리미어리그
- 10 (2017년,  폴리스 테로 FC)

## 수상

### 클럽

#### 경남 FC
- FA컵 준우승 1회 (2008년)

#### 전북 현대 모터스
- K리그 클래식 우승 3회 (2011년, 2014년, 2015년)
- AFC 챔피언스리그 준우승 1회 (2011년)

#### 상주 상무
- K리그 챌린지 우승 1회 (2013년)

### 개인
- FA컵 득점상 (1) : 2008
- K리그 챌린지 최우수선수상 MVP (1) : 2016
- K리그 챌린지 득점상 (1) : 2016
- K리그 챌린지 베스트 11 (1) : 2016